# Беледин, Юрий Михайлович
Юрий Михайлович Беледин (17 января 1935, Сталинград, СССР — 13 мая 2014, Волгоград, Россия) — автор одного из первых путеводителей по музею-панораме «Сталинградская битва», активный сторонник официального переименования Дома Павлова в Дом Солдатской Славы, советский и русский прозаик, поэт, журналист, историк. Доказал, что командиром обороны знаменитого Дома Павлова на самом деле был Иван Афанасьев.
Член Союза журналистов СССР (с 1963 года), а позже — Союза журналистов России (с 1992 года).

## Биография
Родился 17 января 1935 года в Сталинграде. Окончил среднюю школу № 7. В 1953 поступил в Ленинградский ордена Ленина государственный университет на факультет востоковедения. По окончании с 1958 года работал корреспондентом Волгоградского радио, а с 1959 года — корреспондентом и заместителем ответственного секретаря газеты «Молодой ленинец». В 1963—1965 годах экстерном окончил Волгоградский пединститут. В этот же период был приглашён на работу в «Волгоградскую Правду», где руководил отделом международных связей и информации, а позже отделом пропаганды и агитации. С 1968 по 1970 год обучался в Высшей партийной школе при ЦК КПСС (Москва). С 1974 года — заведующий Поволжским отделением Агентства печати «Новости». В 1979 году был назначен заведующим идеологическим отделом «Волгоградской правды». В 1990 году стал главным редактором издательства «Универсал». С 1994 года Ю. М. Беледин — специалист по связям с общественностью фирмы «Свиток» (подразделение ОАО «Лукойл»). С 1995 по 1998 годы — специальный корреспондент и шеф-редактор еженедельника «Добрый день».
Многолетней темой для журналистских расследований и исторического поиска Юрия Михайловича Беледина стал подвиг советского солдата во время боёв за Сталинград, и, особенно, обороны Дома Павлова (Дома Солдатской Славы). Позиция Беледина-историка строится на том, что вкладу в этот подвиг лейтенанта Ивана Афанасьева до сих пор не дана достаточная оценка.
В книге «Осколок в сердце» Беледин доказал, что командиром обороны знаменитого Дома Павлова на самом деле был Иван Афанасьев.
Благодаря уточнению информации, в том числе и Ю. М. Белединым, удалось установить имена некоторых участников защищавших Дом Солдатской Славы.
В 2003 году за книгу «Не последнее слово. Моё и Ваше.» по итогам конкурса волгоградских журналистов и в связи с 60-летием победы под Сталинградом получил первую премию. В 2005 году за поэтический сборник «…Нашей совести сестра» стал лауреатом конкурса к 60-летию Победы над гитлеровской Германией. В 2006 году по итогам конкурса, проведённого в честь 70-летия Волгоградской области, получил специальный диплом и денежную премию в номинации «За верность теме патриотизма», удостоен звания «Почётный ветеран 64-й армии».
Ю. М. Беледин поддерживал связь со своими читателями.
В 2008 году участвовал в исторической подиум-дискуссии «Сталинградская битва в контексте новых исследований: святая ложь или грустная правда».
Пять электронных изданий автора опубликованы на сайте Волгоградской областной универсальной научной библиотеки им. М. Горького в разделе «Электронная библиотека».

## Избранная библиография
Проза:
- Петля. Воспоминания, очерки, документы. Выпуск 1 / Беледин Ю. (сост.). — Волгоградская областная организация жертв незаконных политических репрессий. — Волгоград, 1992. — 337 с. — 2000 экз.
- Петля. Воспоминания, очерки, документы. Выпуск 2 / Беледин Ю. (сост.). — Волгоградская областная организация жертв незаконных политических репрессий. — Волгоград, 1994. — 399 с. — 2000 экз.
- Беледин Ю. М. Не последнее слово. Моё и Ваше. — Волгоград: ООО «Издательство «Волгоград», 2003. — 293 с. — 5000 экз. — ISBN 5-85616-031-2.[8]
- Беледин, Ю. М. В ответе за историю / Ю. М. Беледин // Городские вести. — 2005. — 15 янв. — С. 4.
- Беледин Ю. Осколок в сердце.. — Волгоград, 2007. — 331 с.
- Беледин Ю. Валерий Авдеев — сын Бормана-2. — Волгоград: Издатель, 2012. — 240 с.

Поэзия:
- «Семиструнье». Часть I. Часть II. Часть III
- Беледин, Ю. М. … нашей совести сестра : сб. / Ю. М. Беледин . — Волгоград : Волгоград, 2005. — 160 с.
- Беледин, Ю. М. Из узкого круга / Ю. М. Беледин. — 2-е изд., испр. и доп. — Волгоград : РИА — Волга, 1996. — 263 с.
- Беледин, Ю. М. Я не люблю потешные бои : о Сталинграде, о любви, о поэте (ретро-напутствия) / Ю. М. Беледин. — Волгоград : Б.и., 2008. — 139 с. : 1 л. Портр.
- «Листва ветвей дорожных»
- «Из узкого круга»

## Память
- Волобуева, А. Юрий Беледин : сил на все хватит! / А. Волобуева // Областные вести. — 2010. — № 3. — С. 11 : портр. К 75-летию публициста, писателя, поэта Ю. М. Беледина. Краткие сведения о его жизни и творчестве, стихотворение «Давно здесь не искали брода…».
- Юбилей — не просто возраст… // Интер. — 2010. — 1 (14 января). — С. 3 : портр. К 75-летию известного волгоградского публициста, писателя и поэта.